# Incidente del KC-130 Hercules dello United States Marine Corps del 2017
Il 10 luglio 2017, un Lockheed KC-130T Hercules del Corpo dei Marines degli Stati Uniti (USMC) è precipitato nella contea di Leflore, Mississippi, provocando la morte di tutte le 16 persone a bordo. L'aereo aveva il nominativo "Yanky 72" e proveniva dal Marine Aerial Refueler Transport Squadron 452 (VMGR-452) con sede presso la Stewart Air National Guard Base, New York. I detriti dell'aereo sono stati trovati nella contea di Leflore, nel Mississippi. L'USMC ha rilasciato una dichiarazione definendo l'evento un "incidente". Si tratta del peggior disastro del Corpo dei Marines dal 2005, quando un elicottero Sikorsky CH-53E Super Stallion precipitò in Iraq, uccidendo 31 persone.

## L'aereo
Il velivolo coinvolto era una Lockheed KC-130T Hercules del Corpo dei Marines degli Stati Uniti, costruito nel 1993, con registrazione 165000. L'aereo era stato soprannominato Triple Nuts a causa del numero abbreviato "000" sul muso. L'aereo fu inizialmente consegnato all'aeronautica degli Stati Uniti nel 1993 e successivamente trasferito alla Marina e quindi assegnato al Corpo dei Marines. È stato danneggiato a terra durante una tempesta il 1º giugno 2004 presso Naval Air Station Joint Reserve Base Fort Worth, in Texas.

## L'incidente
Il volo decollò da Cherry Point alle 14:07 EDT, con il nominativo "Yanky 72". L'aereo era in rotta verso la struttura aerea navale El Centro in California. Alle 15:49:24 EDT, l'equipaggio effettuò una trasmissione di routine al Memphis ARTCC, dopodiché non si sentì più nulla dal volo. Il contatto radar venne improvvisamente perso pochi minuti dopo. Dopo nove tentativi falliti da parte dell'ARTCC di Memphis di raggiungere l'aereo, un altro volo ha riferito di aver visto un pennacchio di fumo. Apparentemente l'aereo si era schiantato 137 km a nord di Jackson, Mississippi, provocando la morte di tutti i sedici occupanti. Il generale di brigata Bradley James ha detto subito dopo l'incidente: "Le indicazioni indicano che qualcosa è andato storto all'altitudine di crociera". L'aereo trasportava anche armi e munizioni. I detriti furono sparsi in un raggio di 8 km.

## Le indagini
Secondo il rapporto sull'incidente pubblicato dall'USMC, l'incidente era stato causato da riparazioni improprie effettuate nel 2011 su una pala corrosa di un'elica. Sebbene l'aereo non fosse dotato di un registratore dei dati di volo o di un registratore vocale della cabina di pilotaggio, gli investigatori sono stati in grado di determinare attraverso le prove disponibili e i dati tecnici che la pala, appartenente al motore interno sinistro, si era guastata mentre l'aereo stava volando a 20 000 piedi (6 100 m). Questa passò attraverso il lato sinistro della fusoliera e si conficcò nella parete interna destra. La pala che colpì la fusoliera creò uno shock che attraversò l'aereo e causò la separazione dell'elica e parte del riduttore del motore interno destro e l'impatto con la fusoliera anteriore destra, "momentaneamente incorporata nella sezione superiore destra", prima di colpire. e rimuovendo la maggior parte dello stabilizzatore orizzontale destro. La fusoliera anteriore, compreso il ponte di volo, si separò in un punto 6 metri davanti al bordo d'attacco delle ali. I resti della sezione della fusoliera davanti alla scatola alare furono poi rapidamente fatti a pezzi dalle forze aerodinamiche, dopo di che i resti dell'aereo scesero rapidamente al suolo.